# Брекина
Брѐкината (Sorbus torminalis) е дърво високо до 25 m; младите клонки са леко ръбести, неовласени; пъпките са заоблени, голи и лепкави; листата до 18 cm, прости, нарязани на 5 – 7 остри назъбени дяла; цветовете събрани в щитовидни съцветия; плодовете кафяво-тъмночервени с белезникави лещанки; разпространена основно из дъбови и габърови гори и храсталаците в долния и средния пояс, на сухи и топли склонове до 1200 m; Предпочита плодородни, дълбоки, рохкави, както варовити, така и кисели каменисти почви в географските ширини с относително топла зима. Цъфти през май-юни. Лечебно и медоносно растение.
Плодовете се берат при пълна зрялост. След лагеруване омекват, потъмняват, тръпчивостта им изчезва, а вкусът им се доближава до този на мушмулата, но е по-сладък.
Брѐкината се използва при направата на сокове, сиропи, мармалади, желета, вино, ликьор, туршия, плънка на десертни баници и др.
Разпространена е в Европа, Мала Азия и Северна Африка. Недостатъчно изследвано дърво.
- Цвят
- Листа и плодове